# Pikku-Pasko
Pikku-Pasko är en ö i Finland. Den ligger i sjön Kynsivesi och Leivonvesi och i kommunen Laukas i den ekonomiska regionen  Jyväskylä ekonomiska region  och landskapet Mellersta Finland, i den centrala delen av landet, 250 km norr om huvudstaden Helsingfors. Öns area är 2,7 hektar och dess största längd är 360 meter i nord-sydlig riktning.